# Pekka Rinne
Pekka Rinne (Kempele, 3 novembre 1982) è un hockeista su ghiaccio finlandese professionista che gioca nel ruolo di portiere. Dalla stagione 2004-2005 gioca nella National Hockey League con la squadra dei Nashville Predators.